# Bioetica
La bioetica (dal greco antico ἔθος (o ήθος), "èthos", carattere o comportamento, costume, consuetudine, e βίος, "bìos", vita) è una disciplina che si occupa delle questioni morali legate alla ricerca biologica e alla medicina.
La bioetica ha carattere interdisciplinare e coinvolge la filosofia, la filosofia della scienza, la medicina, la bioetica clinica, la biologia, la giurisprudenza, il biodiritto, la sociologia, la psicologia e la biopolitica, nelle diverse visioni morali atee, agnostiche, spirituali e religiose. Coloro che si occupano di bioetica sono quindi specialisti in varie discipline e vengono chiamati "bioeticisti", o più comunemente "bioetici".

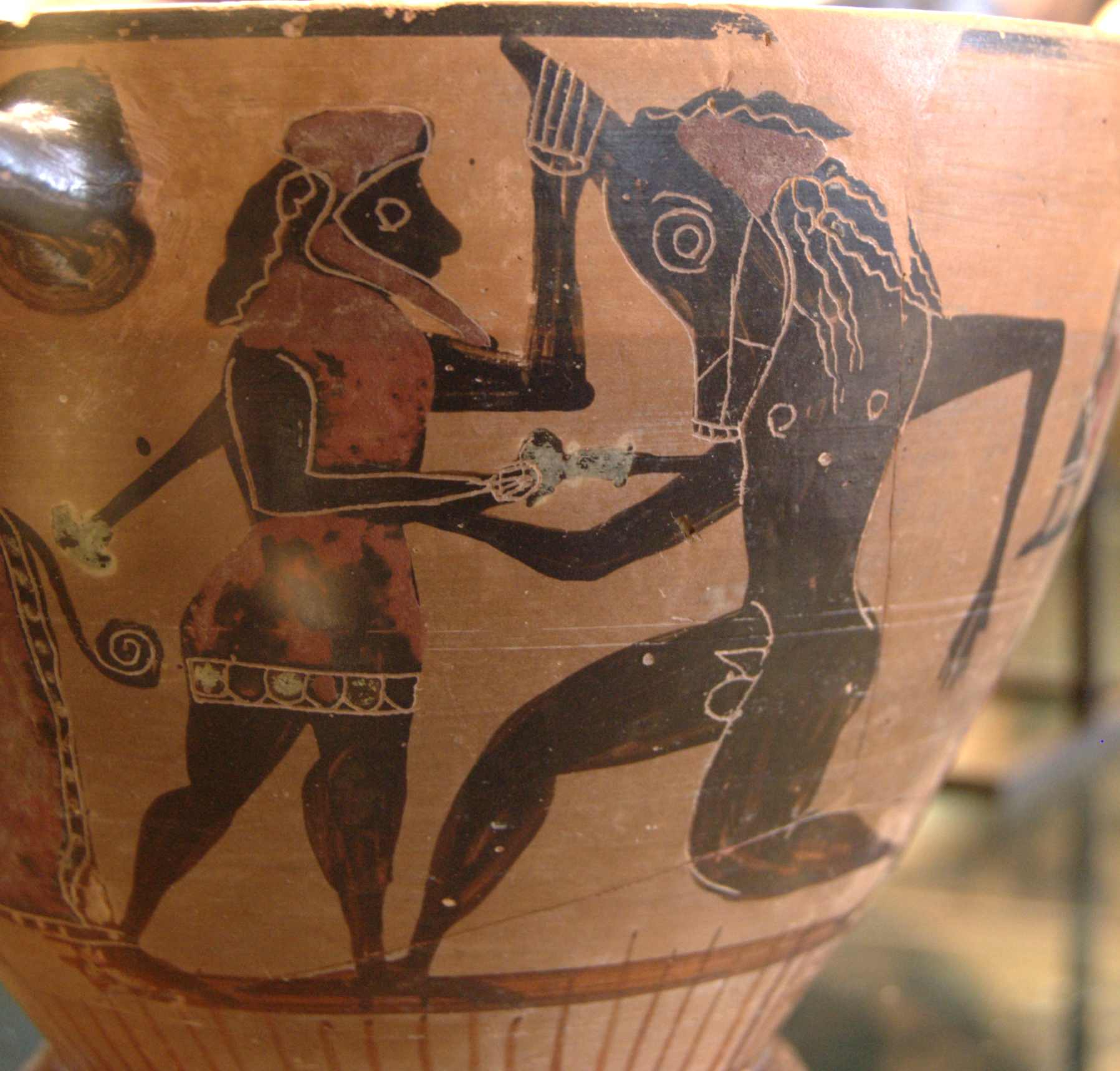
Teseo e il Minotauro in uno skyphos beota a figure nere del ~550 a.C.

## Origine del termine e definizioni

### Fritz Jahr
La coniazione del termine bioetica è attribuita a Fritz Jahr, che nel 1927, prendendo spunto dall'imperativo categorico kantiano, parlò di «imperativo bioetico», secondo il quale tutti gli esseri viventi hanno diritto al rispetto e devono essere trattati non come mezzi, ma come fine in sé stessi.

### Van Rensselaer Potter
Con il significato attuale il termine fu adoperato per la prima volta dall'oncologo statunitense Van Rensselaer Potter (1911-2001), che lo utilizzò nel 1970 in un articolo pubblicato sulla rivista dell'Università del Wisconsin "Perspectives in Biology and Medicine" con il titolo «Bioetica: la scienza della sopravvivenza». Nel 1971 lo stesso autore raccoglieva vari articoli su questi argomenti in un libro intitolato Bioethics: Bridge to the future (Bioetica: un ponte verso il futuro) dove scriveva:

«Ho scelto la radice bio per rappresentare la conoscenza biologica, la scienza dei sistemi viventi; e ethics per rappresentare la conoscenza del sistema dei valori umani.»
Potter spiegava il termine bioetica come la scienza che consentisse all'uomo di sopravvivere utilizzando i suoi valori morali di fronte all'evolversi dell'ecosistema. La bioetica doveva essere «un'ecologia globale di vita».

### André Hellegers
I ricercatori del Kennedy Institute, ed in particolare l'ostetrico olandese E. André Hellegers definirono la bioetica come una branca dell'etica dedita allo studio e alla ricerca della biomedicina.
In senso più aderente alla filosofia André Hellegers considerava la bioetica come un nuovo aspetto del dialogo socratico, capace cioè di far interloquire la medicina, la filosofia e l'etica alla ricerca di verità condivise.

### Warren Reich
Questa definizione venne in seguito giudicata troppo riduttiva da Warren Reich, che nella sua Enciclopedia della bioetica elaborò questa definizione globale: 
«Lo studio sistematico delle dimensioni morali - inclusa la visione morale, la condotta e le politiche – delle scienze della vita e della salute, utilizzando varie metodologie etiche e con un'impostazione interdisciplinare» dove si dava maggiore valore alla morale: si trattava dunque di uno «studio sistematico delle dimensioni morali delle scienze della vita e della salute includendovi anche i problemi sociali e ambientali legati alla salute».

### Altre definizioni
La bioetica viene definita come un'area di ricerca che grazie a diverse discipline su cui si basa pone come «oggetto dei suoi studi l'esame sistematico della condotta umana nel campo della scienza della vita e della salute».
Nella Encyclopedia of Bioethics pubblicata in seconda edizione nel 1995 in 5 volumi dal Kennedy Institute of Ethics della Georgetown University di Washington (Stati Uniti d'America) la bioetica è definita: "Lo studio sistematico delle dimensioni morali - includendo, visione, decisione, comportamento e norme morali - delle scienze della vita e della salute, utilizzando una varietà di metodologie etiche in un contesto interdisciplinare"
Altra definizione che si discosta dalle precedenti è quella che la identifica come un movimento di idee e di valori che continuamente cambiano nel corso della storia.
Successivamente T.L. Beauchamp e C. F. Childress parlano di etica biomedica evitando il termine bioetica.
Il filosofo tedesco Hans Jonas sostiene che nel campo della bioetica non possono darsi risposte definitive in quanto ogni valore morale deve commisurarsi sulla mutevole realtà a cui deve essere applicato. Auspica inoltre una piena libertà della ricerca medica fiducioso che essa abbia in sé stessa le capacità di autoregolamentarsi.
Concetti simili alle definizioni precedenti si ritrovano nel movimento transumanista, o per altri versi nella sociobiologia e nella psicologia evoluzionista.

## Bioetica e religioni
Una premessa necessaria, che segna alla radice il dibattito in atto in vari paesi del mondo, è il concetto di Creato. Quasi tutti i credenti di qualsiasi fede religiosa condividono l'idea che ciò che ci circonda viene da un atto di creazione, cioè da un intervento divino, sovrannaturale. 
Tale impostazione iniziale, come conseguenza, porta alle problematiche che coinvolgono la bioetica, che a loro volta hanno ripercussioni su alcune tra le questioni più significative della vita umana (nascita, sessualità, morte). Sono evidenti quindi le notevoli connessioni di questi temi con la religione ed altrettanto evidenti le cause delle reazioni dei non credenti al riguardo.
Nell'Encyclopedia of Bioethics vengono analizzati molti autori di matrice religiosa, documentandone l'apporto storico e teorico alla nascita e allo sviluppo della riflessione bioetica. Esperti e studiosi di buddhismo, confucianesimo, cristianesimo, ebraismo, induismo, islamismo e taoismo infatti si sono cimentati con questa disciplina sin dai suoi inizi, offrendo, in molti casi, dei contributi di rilievo.
La necessità/giustificabilità/eticità della sperimentazione animale, rispetto alla ricerca scientifica biologica o medica, è  oggetto di accese discussioni.

### Bioetica e cattolicesimo
Nei paesi di tradizione cattolica è rilevante il ruolo ricoperto dalla bioetica cattolica. 
La bioetica cattolica ufficiale - cioè quella contenuta nei documenti del magistero della Chiesa, nelle opere degli autori che risultano in sintonia dottrinale con essi e nella comunità scientifica che ad essa fa riferimento - si muove all'interno del paradigma della sacralità e indisponibilità della vita, sostenendo che la persona umana, come non è la creatrice della vita, così non ne è la proprietaria.
All'idea della sacralità e indisponibilità della vita si connettono la proibizione dell'aborto, l'illiceità del suicidio 'consapevole' ed il rifiuto dell'eutanasia.
La bioetica cattolica sostiene che ciascun essere umano ha il diritto/dovere alla vita, intendendosi, con questa definizione, la forma di vita umana dal momento del suo concepimento a quello della sua morte naturale.

## Bioetica laica
Alle interpretazioni bioetiche religiose si aggiunge quella laica. 
Un documento di bioetica laica è quello pubblicato nel 1996 a firma di Flamigni, Massarenti, Mori,  e Petroni, denominato "Manifesto di bioetica laica". Una citazione può sintetizzare il paradigma ispiratore del documento:  «Noi laici non osteggiamo la dimensione religiosa. La apprezziamo per quanto possa contribuire alla formazione di una coscienza etica diffusa. Quando sono in gioco scelte difficili, come quelle della bioetica, il problema per il laico non è quello di imporre una visione superiore, ma di garantire che gli individui possano decidere per proprio conto ponderando i valori talvolta tra loro confliggenti che quelle scelte coinvolgono, evitando di mettere a repentaglio le loro credenze e i loro valori.» 
Sul tema si sono espressi anche altri studiosi, come ad esempio Giovanni Fornero, che in un suo lavoro cita William Frankena quando scrive: «È dubbio che qualcuno abbia mai realmente creduto che “il semplice vivere” sia un bene degno di essere perseguito, nel senso di ritenere che la vita è un bene in sé, a prescindere da come è connotata».
Il documento si conclude con l'affermazione che: «La visione laica si differenzia dalla parte preponderante delle visioni religiose in quanto non vuole imporsi a coloro che aderiscono a valori e visioni diverse. Là dove il contrasto è inevitabile, essa cerca di non trasformarlo in conflitto, cerca l'accordo locale, evitando le generalizzazioni. Ma l'accettazione del pluralismo non si identifica con il relativismo, come troppo spesso sostengono i critici. La libertà della ricerca, l'autonomia delle persone, l'equità, sono per i laici dei valori irrinunciabili. E sono valori sufficientemente forti da costituire la base di regole di comportamento che sono insieme giusti ed efficaci».
Giovanni Fornero nei suoi lavori parla di due diversi paradigmi per concettualizzare la realtà, come indicato nei singoli aspetti tematici riportati nel prosieguo di questa voce.
Anche Gustavo Raffi ha espresso una propria opinione di una visione laica.
Umberto Veronesi, intervenendo nel dibattito bioetico, propone una visione fortemente critica dell'ottica religiosa.
Per alcuni laici, pur nell'eterogeneità e pluralità di questa '  categoria di pensiero, si parla di embrione (frutto della fecondazione) solo dopo un certo numero di divisioni cellulari successive alla formazione dello zigote o dal momento del suo impianto nella mucosa uterina (in altre parole non prima del 14º giorno circa) e si parla altresì di piena dignità umana e di acquisto della capacità giuridica solo dal momento della nascita o comunque non prima del termine entro il quale è consentita l'interruzione volontaria della gravidanza.

### Teorie bioetiche vicine a quella laica
- La teoria utilitaristica  si riferisce al tentativo di massimizzazione della qualità della vita che può essere classificata e valutata dal soggetto interessato.
- Una teoria bioetica si basa sulla concezione dell'"alleanza terapeutica" fra medico e paziente fondata sul particolare rapporto di fiducia del malato con chi lo cura.
- La bioetica femminista critica l'astrattezza del concetto di autonomia, che non terrebbe conto dei condizionamenti sociali. Il valore dell'autonomia nasconderebbe la discriminazione e l'oppressione delle donne nella società patriarcale. La cura del malato deve ispirarsi a un principio etico alternativo rispetto a quello proclamato da una bioetica impersonale, disincarnata e tradizionalista.

## Principi
Il modello dei quattro principi di bioetica è stato formulato da Tom Beauchamp e da James Childress nel loro manuale Principi di etica biomedica. Il modello riconosce quattro principi morali che devono essere usati come base per giudicare i problemi di bioetica e che possono essere diversamente pesati in base alle circostanze. I quattro principi sono:
- Principio di Autonomia: il paziente ha diritto di rifiutare il trattamento e di prendere parte al processo decisionale;
- Principio di Beneficenza: il personale sanitario deve agire tutelando l'interesse del paziente;
- Principio di Non Maleficenza o primum non nocere: il personale sanitario non deve causare danno al paziente;
- Principio di Giustizia: in caso di risorse limitate, i trattamenti devono essere distribuiti tra i pazienti in modo equo e giusto.

## Tematiche
La bioetica si è occupata, tra l'altro, delle seguenti questioni riguardanti:

### Aborto
In Italia è in vigore la Legge n.194 del 22 maggio 1978, che al riguardo è molto specifica, fissando limiti e condizioni precise per la sua applicazione. 
Oggi si discute tuttavia della condizione ontologica dell'embrione e del feto, e si scontrano due concezioni:
- concezione funzionalistica, secondo la quale la persona si caratterizza dalle funzioni che esplicita.
- concezione ontologica, identificando l'individuo umano con una realtà in sé sussistente.

Il Comitato nazionale per la bioetica, concordemente ad analoghi pronunciamenti del Consiglio d'Europa, ha definito all'unanimità la questione "identità e statuto dell'embrione umano" in questi termini: «l'embrione è uno di noi», ovvero non è possibile prescindere dalla stretta affinità che lega il materiale biologico frutto della fecondazione, con l'essere umano che da esso prende forma.
Sebbene tutti concordino sulla necessità di accordare la maggior tutela possibile nei confronti del concepito sin dalla fecondazione, rimane però il problema di fissare un limite a questa tutela, nei confronti di altri beni come la vita della donna o il benessere fisico e psichico della madre.

### Ingegneria genetica
Tema estremamente delicato, che prende nuova vitalità dai recenti progressi nello studio del genoma umano nell'ambito del Progetto Genoma Umano. Tutte le implicazioni etiche che la manipolazione del DNA comporta sono oggetto di approfondimento e dibattito continuo.
Una degenerazione, condannata sia dalla bioetica religiosa che da quella laica, con alcune importanti differenziazioni, è quella dell'eugenetica, che può portare all'aberrazione del tentativo di modificare artificialmente l'essere umano.

### Eutanasia
L'eutanasia non è da confondere con il suicidio (che nessuna legislazione statale punisce con specifiche leggi).

### Pratiche anticoncezionali e di sterilizzazione
Nel documento Il problema bioetico della sterilizzazione non volontaria il Comitato Nazionale per la Bioetica

### Sperimentazione sulle cellule staminali embrionali
Tali interventi possono riguardare molti aspetti della medicina, ed occorre un'analisi delle tipologie attualmente oggetto di discussione
- Una tipologia di interventi riguarda l'impiego per la terapia o la prevenzione di gravi malattie delle cellule staminali embrionali che secondo alcuni devono essere sostituite con l'utilizzo di staminali dell'adulto.[34]

### Dichiarazione anticipata di trattamento o Testamento biologico
La terminologia è controversa. Per le motivazioni sopra esposte:
- Un cattolico non accetta il termine testamento, perché ritiene che la vita è data da Dio, e non è un bene disponibile.
- Un laico invece accetta tale termine poiché, come detto precedentemente, intende la vita nella sua qualità, non nel semplice essere in vita.

## Critiche alla bioetica
Mariachiara Tallacchini in Fuga dalla bioetica considera positivo l'impatto che la bioetica ha avuto negli anni sessanta e settanta, nell'introdurre per la prima volta un approccio interdisciplinare e nel considerare la responsabilità sociale della scienza, avanzando quindi istanze democratiche di partecipazione. In tale prospettiva la bioetica costituiva anche una riflessione generale sulla scienza.
In seguito la bioetica, secondo Tallacchini, sarebbe stata istituzionalizzata e burocratizzata, fino a tendere a riprodurre il punto di vista del potere (o dei vari poteri), mediato da una quantità di commissioni che deciderebbero cos'è giusto e cosa non lo è. La bioetica sarebbe stata così degradata  "a luogo di amministrazione di valori governativi".
In questo senso lo stesso Comitato nazionale di bioetica italiano è oggetto di critiche da più parti a causa delle modalità di selezione dei suoi membri, che sono di nomina governativa, e perciò, al di là dei criteri di merito scientifico e accademico, soggetti a possibili influenze secondo il variare delle maggioranze governative. Altro motivo di critica riguarda la modalità di formazione del consenso all'interno del comitato stesso: si ritiene infatti, da parte di alcuni, che l'adozione di testi a maggioranza sia estranea al compito di un organismo come questo, puramente consultivo e che dovrebbe giungere alla formazione di un consenso unanimemente condiviso e quindi basato su criteri di "oggettività e laicità" (anziché su scelte ideologiche o religiose di fondo).
La bioetica è anche accusata di escludere o di dare un'importanza minima nelle sue valutazioni ai fattori culturali, individuali e sociali.

## Bioetica e ricerca scientifica
Negli ultimi anni, il rapporto tra bioetica e progresso scientifico è diventato sempre più centrale nel dibattito pubblico, soprattutto in seguito alla pandemia da COVID-19 e alla rapida diffusione di tecnologie emergenti come l’intelligenza artificiale, la genetica computazionale e i vaccini mRNA. In questo contesto, molti si sono interrogati sul ruolo della bioetica: rappresenta un freno o una guida indispensabile per la ricerca?
Non mancano le voci critiche. Alcuni ricercatori sottolineano come le procedure legate ai comitati etici, pur essendo fondamentali per prevenire abusi, possano allungare in modo significativo i tempi della ricerca. È il caso, ad esempio, dello studio pubblicato sul Journal of Clinical Medicine (aprile 2025), che ha messo in luce le difficoltà nell’introdurre in ambito chirurgico il sistema AI POTTER per la predizione degli esiti post-operatori. I lunghi tempi di approvazione da parte dei comitati etici – spesso oltre i 120 giorni lavorativi – rischiano di compromettere l’utilizzo tempestivo di strumenti salvavita.
Anche un’analisi firmata da BlockMintTech ha evidenziato come una regolamentazione troppo rigida possa scoraggiare l’innovazione, in particolare per le startup e i piccoli centri di ricerca. Tecnologie all’avanguardia come il gene editing (es. CRISPR) risultano spesso penalizzate da barriere normative che, sebbene pensate per garantire sicurezza, possono ostacolare il progresso.
Un’altra critica riguarda l’eccessiva enfasi sulla disclosure, ovvero la dichiarazione dei conflitti di interesse da parte dei ricercatori. Una revisione sistematica pubblicata su Research Integrity and Peer Review (maggio 2025) ha rivelato che gran parte delle policy etiche si concentra su questi aspetti formali, trascurando strumenti più sostanziali ed efficaci. Peggio ancora, la stessa ricerca ha messo in luce come vi sia spesso poca corrispondenza tra le dichiarazioni fornite e i dati pubblici (come quelli del registro statunitense Open Payments), con una media di concordanza del solo 37%.
Vi sono inoltre anche casi in cui la bioetica viene piegata a ragioni ideologiche o politiche. Un esempio discusso riguarda la proposta dell’amministrazione Kennedy Jr. – riportata da Unbiased Science nel maggio 2025 – di rendere obbligatori i trial placebo per ogni nuovo vaccino. La comunità scientifica ha reagito definendo l’idea non solo infondata, ma anche pericolosa, poiché costringerebbe a rinunciare a terapie efficaci in nome di un’etica malintesa.

### La bioetica aumenta la fiducia pubblica nella scienza
Nonostante queste criticità, numerosi esperti ricordano quanto la bioetica sia fondamentale per costruire e mantenere la fiducia del pubblico nella scienza. Aaron Kesselheim, della Harvard Medical School, in un'audizione al Congresso USA ha messo in guardia dai rischi di una scienza priva di supervisione etica. Secondo Kesselheim, ciò che più preoccupa i cittadini non è la tecnologia in sé, ma la mancanza di trasparenza e accountability nei processi decisionali. La legittimità della scienza non passa solo dai risultati raggiunti, ma anche dalla visibilità e chiarezza delle procedure con cui questi risultati vengono ottenuti. Strumenti come i comitati etici, il consenso informato e la pubblicazione dei dati non sono dunque meri formalismi, ma pilastri della fiducia pubblica. Inoltre, esperienze positive dimostrano che la bioetica può essere anche un catalizzatore per l’innovazione. Il progetto OR Black Box, utilizzato in strutture d’eccellenza come il Toronto General Hospital e lo Stanford Hospital, ha mostrato come l’integrazione dell’AI nella chirurgia sia risultata efficace proprio grazie a un quadro etico chiaro e condiviso. Privacy, responsabilità e consenso sono stati elementi centrali per il successo del progetto.
Inoltre, l’adozione di soluzioni come l’Explainable AI (XAI), che rende più comprensibili i meccanismi decisionali degli algoritmi, risponde direttamente a esigenze di tipo etico e contribuisce a migliorare l’accettazione da parte degli operatori sanitari. Anche a livello istituzionale, la bioetica è sempre più parte integrante delle politiche di innovazione. Il WHO AI Ethics Framework e l’AI Act della Commissione Europea vanno in questa direzione, promuovendo tecnologie affidabili e sostenibili non per limitarle, ma per facilitarne una diffusione sicura ed equa.

## Istituzioni bioetiche

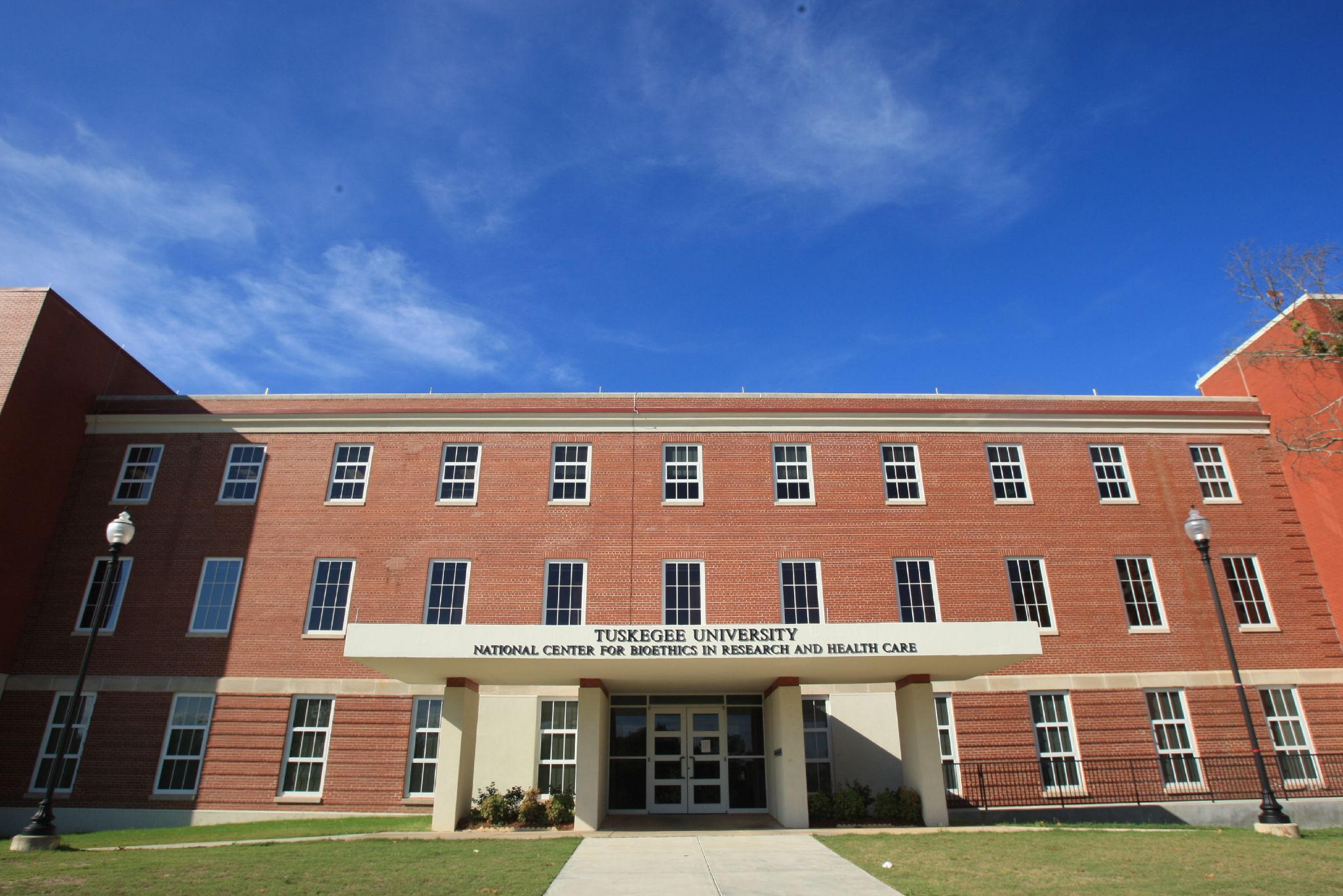
Il National Center for Bioethics in Research and Health Care della Tuskegee University a Tuskegee nell'Alabama

### In Italia
Il Comitato nazionale per la bioetica è sorto nel 1990 come organo consultivo della Presidenza del Consiglio dei ministri.
In ambito universitario, la bioetica è stata inserita come insegnamento nelle facoltà di Medicina (Storia della medicina) e di Filosofia (Filosofia morale). Nel 2001 è nata la prima Facoltà di Bioetica, presso il Pontificio ateneo Regina Apostolorum di Roma.

### Nel mondo
Un Comitato internazionale di bioetica è stato istituito dal 1993 come organismo dell'UNESCO.
In Canada è stata fondata la Canadian Bioethics Society.